# فریندسویل (تنسی)
فریندسویل(به انگلیسی: Friendsville) شهری در ایالت تنسی کشور ایالات متحده آمریکا است که جمعیت آن در سرشماری سال ۲۰۱۰ میلادی، ۹۱۳ نفر بوده‌است.